# Dysdera gamarrae
Dysdera gamarrae là một loài nhện trong họ Dysderidae.
Loài này thuộc chi Dysdera. Dysdera gamarrae được miêu tả năm 1984 bởi Ferrández.